# Власина (футбольний клуб)

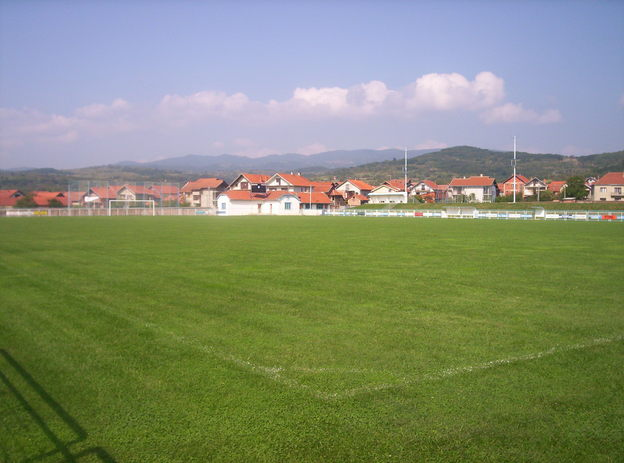
Стадіон «Росулья»

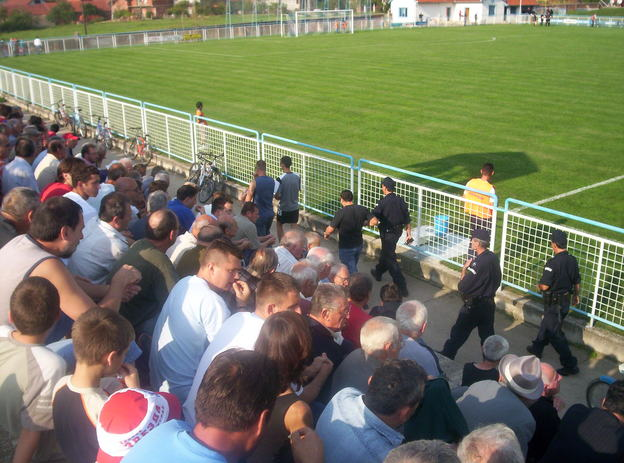
Глядачі

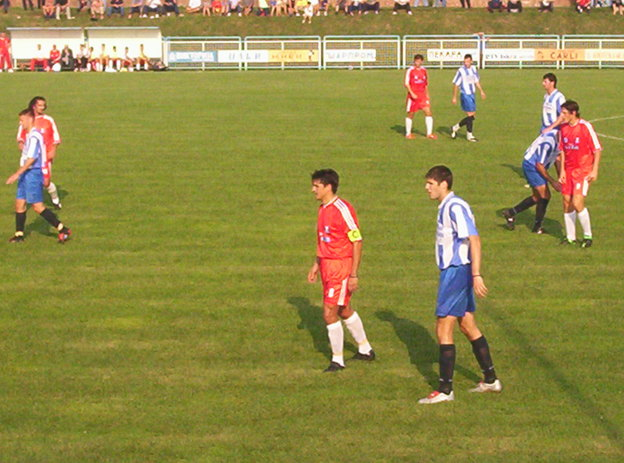
Матч проти клубу «Раднички» (Крагуєваць)

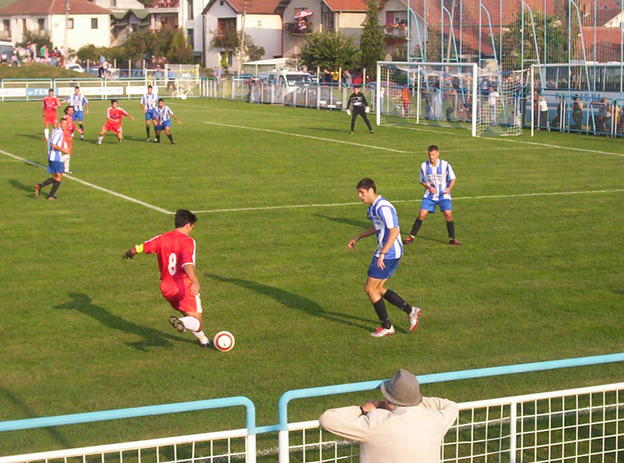
В національних змаганнях

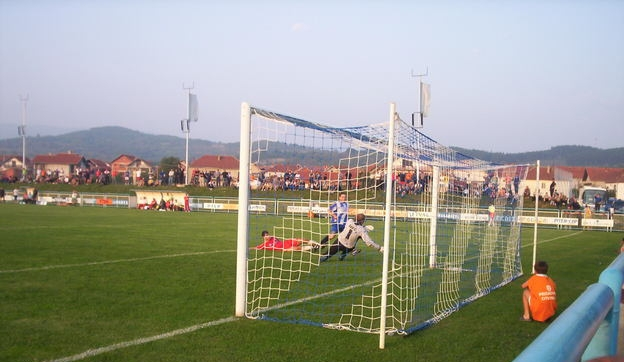
У Власотниці

Футбольний клуб «Власина» або просто «Власина» (серб. Фудбалски клуб „Власина") — професійний сербський футбольний клуб із міста Власотинце.

## Історія

### Зародження клубу
Один з найстаріших клубів Югославії був заснований в 1920 році. Перший футбольний м'яч та футбольні бутси з Відня до міста привіз Воїслав Боя Попович, засновник та перший президент ФК «Власини». Перший матч було зіграно на Росульї, на околиці міста Власотинця, де команда проводить свої матчі й сьогодні. Спочатку поле було в муніципальній власності, але в 30-х роках XX століття перейшло у власність клубу. Статут клубу було затверджено владою міста Власотинце 21 січня 1921 року, а в пункті 733 було вказано: «Кольори клубу — синьо-білі. На футболці буде зображена біла зірка».

### Між двома світовими війнами
Перший матч ФК «Власина» зіграв у місті Лесковац проти місцевого «Моравца». У матчі-відповіді, який проходив у Власотниці команда знову здобула перемогу над «Моравцем» з рахунком 3:1, завдяки чому створила справжнє свято для місцевих уболівальників, які зібралися у великій кількості на домашньому стадіоні ФК «Власини». З того часу у місті почалася історія великого футболу й водночас виникло найпринциповіше протистояння з лесковацькою командою.
З моменту свого заснування ФК «Власина» була головною, але не єдиною командою в місті. З 1920 по 1925 роки в місті також функціонували СК «Дечанскі» та СК «Омладина», які пізніше об'єдналися з ФК «Власина». Інші клуби міста не могли чинити гідний опір ФК «Власині», єдиним суперником, який переграв «Власину» став Власотницький Спортивний Клуб (ВСК), сталося це в сезоні 1933/34 років, коли ВСК здобув перемогу з рахунком 2:0 та став переможцем чемпіонату Власотниці. З 1930 по 1934 роки «Власина» та ВСК були найпринциповішими супергиками один одного, а протистояння фанів обох клубів у той час можна було б порівняти хіба що з протистоянням «Партизану» та «Црвени Звезди» (звичайно, в дещо меншому масштабі).
Найбільшим успіхом «Власини» в довоєнний період була участь в 1932 році в ювілейному турнірі футбольного клубу «Победа» з міста Ниш. В турнірі брали участь белградський БСК, «Югославія», «Победа» та «Власина». «Власина» обіграла «Перемогу» з рахунком 2:1, а «Югославію» з рахунком 2:0. За цими результатами БСК та «Власина» мали зіграти в фіналі, проте нішська «Перемога» відмовилася проводити фінал й кубок віддала белградській команді. Про причини такого рішення на даний час невідомо нічого. До початку Другої світової війни «Власина» була найуспішнішою футбольною командою Південно-східної Сербії. Після початку воєнних дій на території Югославії проведення усіх футбольних змагань було призупинено.

### Після Другої світової війни
По завершенні війни, в сезоні 1955/56 років ФК «Власина» був близький до того, щоб потрапити до 4-ї зони чемпіонату Югославії (другий дивізіон чемпіонату Югославії), але в плей-оф за право виходу не зміг переграти «Слободу» з Ужиці та «Пелістер» (Битола) та ФК «Лірії» з Призрена. Проте вже наступного сезону ФК «Власина» посіла перше місце в Нішській зональній лізі, а в плей-оф за право підвищитися в класі здолав переможця північної зональної ліги «Железничар» й здобув путівку до 4-ї зональної ліги (другий дивізіон чемпіонату Югославії). 20 червня 1957 року все місто святкувало це досягнення не лише вдень, але й вночі. «Власина» демонструвала непоганий футбол серед колишніх та майбутніх команд-учасниць першого дивізіону й посідала високі місце, але спортивні чиновники заявили: «Власина не буде виступати в Першій лізі, бо немає грошей». Наприкінці сезону 4-та група була розформована, а «Власина», «Дубочиця» та «Раднички» (Ниш) переведені до Нишської зональної ліги.
В сезоні 1987/88 років «Властина» виграла Південноморавську лігу, але гучного святкування з цього приводу не вийшло, оскільки в 1988 році Власотниця зазнала катастрофічної повені. В день повені відбувся матч проти Моравця з Предеяна, який був зупинений за рахунку 8:0 на користь Власини на 82-й хвилині через потужну зливу. Після повені багато хто прийшов на допомогу місту, зокрема й «Црвена Звезда», «Партизан», ОФК Белград. А в наступному сезоні ФК «Власина» перемогла в Сербській лізі Південь і, таким чином, здобула право дебютувати в Першій лізі Сербії, цей результат та вихід до 4-ї зони можні вважати найбільшим успіхом в історії клубу.
У своєму дебютному сезоні в Першій лізі команда посіла 3-тє місце, але наступний сезон був просто провальним, передостаннє 17-те місце. 90-ті роки XX століття ФК «Власина» проводить в третьому та четвертому дивізіоні національного чемпіонату, допоки в клуб не приходить талановите молоде покоління. В сезоні 1999/00 років команда стає переможцем Кубку Південноморавського регіону та Кубку Східної Сербії, а в національному кубку доходить до півфіналу, в якому поступається лише белградському Партизану, в тому матчі героєм зустрічі став Данко Лазович. Наприкінці XX століття кількість уболівальників Власини різко зростає, водночас загострюється протистояння з МСК, який представляв Монастрице, передмістя Власотинця.

### У новому столітті
У січні 2001 року було обрано нове керівництво. Президентом клубу було обрано Влада Філіповича, а віце-президентом — Йован Стоянович. Одразу ж розпочалася реконструкція стадіону, який після її завершення протягом майже десяти років був найкращим в країні. Сезон 2001/02 років ознаменувався напруженим протистоянням за право виходу до Другої союзної ліги між «Власиною» та клубом «Цар Константін», яке в підсумку вирішилося в плей-оф. Матч був дуже напруженим, в цій зустрічі активно проявили себе активні вболівальники «Власини», той поєдинок завершився з рахунком 0:0. У матчі-відповіді «Цар Константін» здобув перемогу з рахунком 2:0 та вийшов до Другої союзної ліги. Але з цієї поразки ФК «Власина» зробила висновки й вже наступного сезону посіла перше місце й здобула путівку до Другої ліги Сербії (Схід). Після перемоги у вирішальному матчі над БСК Буяновца на стадіоні відбулося святкування. У новосформованій єдиній Другій лізі Сербії команда боролася за 5-те місце, матч проти «Радничок» (Ниш) на «Росульї» переглядав тренер 3бірної Сербії й Чорногорії Ілія Петкович (вдома Власина перемогла з рахунком 2:1, а в Ниші — 1:0). У сезоні 2004/05 років друга ліга змінила назву на Перша ліга Сербії, а Власотниця вперше отримала представника Першої ліги Сербії. У сезоні 2005/06 років ФК «Власина» вийшов до 1/4 фіналу національного кубка, перегравши Будучност із Подгориці та белградський Рад. У чвертьфіналі кубку «Власина» несподівано в серії післяматчевих пенальті поступилася Колубарі з Лазареваца, а в чемпіонаті в запеклій боротьбі за право зберегти своє місце в чемпіонаті посіла 14-ту позицію.
У сезоні 2006/07 років «Власина» вже змагалася за право виходу до сербської Суперліги, але в плей-оф за право виходу до цього турніру поступилася одній з найгіршій команді Суперліги, ФК «Бежанії», в серії післяматчевих пенальті після того як основний час поєдинку завершився нульовою нічиєю. Команда до останнього боролася за пряму путівку до вищого дивізіону, але в останньому турі зазнала поразки, яка відкинула її на 9-те місце в підсумковій турнірній таблиці.
У сезоні 2007/08 років клуб знову і вже втретє поступився в кубку Сербії в серії післяматчевих пенальті, цього разу клубу з міста Земун та з однойменною назвою, основний час поєдинку завершився з рахунком 1:1, а в серії післяматчевих пенальті «Власина» поступилася з рахунком 5:6. У сезоні 2007/08 років клуб посів 16-те місце в Першій лізі Сербії, і за підсумками сезону посіла 16-те місце, через що наступні 4 сезони провела в нижчій лізі, Сербській лізі Схід.
Перехід з приватної до муніципальної власності ФК «Власини» в 2007 році (й до сьогодні) збігся з вильотом клубу до Нишської зони, в якій клуб виступав до сезону 2012/13 років.
17 листопада 2010 року «Власина» святкувала 90-річчя з дня свого заснування, на честь ювілею було зіграно товариський матч з «Црвеною Звездою», який завершився з рахунком 3:0 на користь гостей міста.

## Досягнення
- Перша ліга Сербії
  -  Чемпіон (1): 1990/91

- Сербська ліга Ниш
  -  Чемпіон (3): 2001/02, 2002/03, 2015/16

## Відомі гравці
- Душан Шимич